# Avenida Matteo Bei
A avenida Matteo Bei é uma importante via comercial da cidade de São Paulo localizada no distrito de São Mateus. Seu nome é uma homenagem ao imigrante italiano Matteo Bei que foi um pioneiro na área.